# Saint-Étienne-d'Albagnan
Saint-Étienne-d'Albagnan is een gemeente in het Franse departement Hérault (regio Occitanie) en telt 271 inwoners (1999). De plaats maakt deel uit van het arrondissement Béziers.

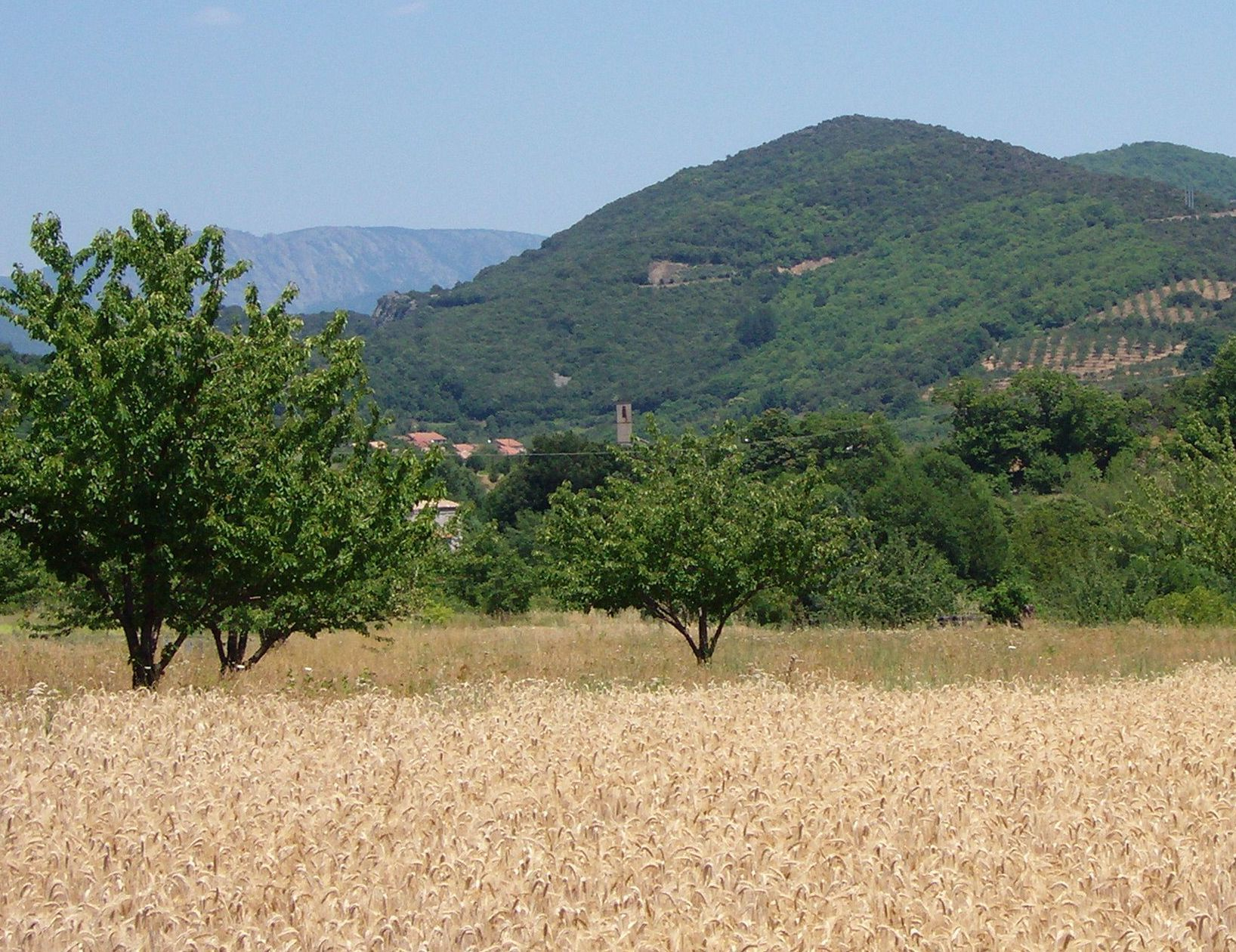
Saint-Étienne-d' Albagnan

## Geografie
De oppervlakte van Saint-Étienne-d'Albagnan bedraagt 23,0 km², de bevolkingsdichtheid is 11,8 inwoners per km².
De onderstaande kaart toont de ligging van Saint-Étienne-d'Albagnan met de belangrijkste infrastructuur en aangrenzende gemeenten.

## Demografie
Onderstaande figuur toont het verloop van het inwonertal (bron: INSEE-tellingen).